# Maraussan
Maraussan település Franciaországban, Hérault megyében. Lakosainak száma 4693 fő (2022. január 1.). Maraussan Béziers, Cazouls-lès-Béziers, Lignan-sur-Orb, Maureilhan és Thézan-lès-Béziers községekkel határos.

## Népesség
A település népességének változása:
| Lakosok száma | 1644 | 2154 | 2336 | 3180 | 4074 | 4183 | 4414 | 4628 | 4650 | 4693 |
|               | 1968 | 1982 | 1990 | 2006 | 2013 | 2015 | 2017 | 2019 | 2020 | 2022 |